# 錫利采 (韋利茨克市鎮)
51°8′19″N 25°12′58″E / 51.13861°N 25.21611°E
锡利采（烏克蘭語：Сільце）是烏克蘭的村落，位於該國西部沃倫州，由科韋利區韦利茨克市镇負責管轄，始建於1543年，面積1.75平方公里，海拔高度176米，2001年人口468，人口密度每平方公里267.12人。